# آنری گوییه
آنری گوییه (به فرانسوی: Henri Gouhier) (زاده ۵ دسامبر ۱۸۹۸ – ۳۱ مارس ۱۹۹۴) فیلسوف فرانسوی، تاریخ‌نگار فلسفه و منتقد ادبیاتی است.

## زندگی‌نامه
وی در یون واقع در شهر اوسر زاده شد. در سال ۱۹۲۶ موفق به گرفتن درجه دکترا گردید. وی به عنوان استاد تمام فلسفه در دبیرستانی در تروی از ۱۹۲۵ ال ۱۹۲۸خدمت کرد. وی سپس کار خوداش را در دانشکده هنرها و دانشگاه لیل بین ۱۹۲۹ تا ۱۹۴۰ به انجام رساند. وی در اواخر در دانشگاه بوردو طی سال‌های ۱۹۴۰ و ۱۹۴۱ به تدریس اشتغال داشت.
گوییه در دانشگاه سوربن بمدت ۲۷ سال از سال ۱۹۴۱ تا ۱۹۶۸استاد تمام رشته فلسفه بود. در سال ۱۹۷۹ برای عضویت در آکادمی فرانسه انتخاب شد و در سال ۱۹۸۸ جایزه صلح جهانی سینو دل دوکا را از آن خود کرد.
گوییه استاد راهنمای رساله دکتری جامعه‌شناس معروف پیر بوردیو بوده است که این رساله ترجمه و شرحی بر کتاب لایب نیتس است.
او در پاریس در گذشت.

## تفکر فلسفی
آثار فلسفی گوییه بیش تر به رنه دکارت و آنری برگسون پرداخته است. اتین ژیلسون از وی خواسته بود که به شکاف میان دکارت و سنت توماس بپردازد ولی وی این کار را دنبال نکرد.

## افتخارات
- فرمانده لژیون افتخار
- افسر بزرگ لژیون دونور
- فرمانده Ordre des Arts et des Lettres